# U.S. Route 14
U.S. Route 14 (ou U.S. Highway 14) é uma autoestrada dos Estados Unidos.
Faz a ligação do Oeste para o Este. A U.S. Route 14 foi construída em 1926 e tem 1 429 milhas (2,3 km).

## Principais ligações
Autoestrada 29 em Brookings

 Autoestrada 35 em Owatonna

 US 12 perto de Madison

 Autoestrada 294 em Des Plaines

 Autoestrada 94 em Chicago